# ورم المعدة

## أورام المعدة
يمكن أن تكون أورام المعدة حميدة أو خبيثة (سرطان المعدة). تنشأ هذه الأورام من خلايا الغشاء المخاطي المعدي الذي يبطن المعدة. تكون معظم أورام المعدة سرطانية ولا تُكتشف إلا في مرحلة متأخرة لأسباب مختلفة.

## ما هو الورم؟
هناك نوعان مميزان من الأورام: حميدة وخبيثة. تشترك الأورام بنوعيها بعدد من الخصائص العامة، أوسعها أنها جميعًا تجسد تكاثرًا غير طبيعي للخلايا. يكمن الفرق الرئيسي بين النوعين بما يحدث حين يأخذ الورم في النمو. في الورم الحميد، تبقى الخلايا المتكاثرة في مكان واحد ولا تؤثر على الأنسجة المحيطة الأخرى أو تنتشر إليها. بينما تستطيع الأورام الخبيثة الانتشار في جميع أنحاء الجسم، ما يسبب ظهور أورام جديدة. يُطلق على هذه العملية اسم الانبثاث أو الانتشار الورمي، وهي السمة المميزة للأورام السرطانية.

### نمو الخلايا النموذجي
بشكل عام، تنمو جميع الخلايا وتنقسم لمساعدة الكائن الحي على النمو، أو لاستبدال الخلايا الميتة أو التالفة. تمر الخلية إما بانقسام متساو أو انقسام منصف وذلك تبعًا لنوعها، ما يؤدي إلى تكوين خلايا بنات ثنائية الصيغة الصبغية أو أحادية الصيغة الصبغية، على التوالي. تدخل الخلايا التي تُكمل الانقسام المتساوي بعد انقسامها مرحلة تسمى بالطور البيني. الطور البيني أطول أجزاء دورة الخلية ويتكون من طور النمو الأول (G1) وطور تضاعف المادة الوراثية (S) وطور النمو الثاني (G2). في أثناء هذا الوقت، تكمل الخلية سلسلة من النمو وتضاعف الحمض النووي الريبي منقوص الأوكسجين (الدنا) والمزيد من النمو للتأكد من أنها جاهزة للانقسام مرة أخرى في نهاية المطاف.
للتأكد من سلاسة سير هذه الدورة، هناك سلسلة من المحطات تسمى نقاط التفتيش (نقاط التحقق) تصل إليها الخلية للتحقق من أن تضاعف الدنا اكتمل كما يجب وأن الخلية بالحجم الطبيعي. تشمل نقاط التفتيش نقطة للتحقق من الدنا غير المضاعف ونقطة تفتيش تجميع المغزل ونقطة تفتيش فصل الصبغيات ونقاط تفتيش مختلفة للتحقق من الأذى المحتمل في الدنا.
تُنظم دورة الخلية في الثدييات من خلال تفاعلات الكينازات المعتمدة على السيكلين والسيكلينات. تتواجد الكينازات المعتمدة على السيكلين في الخلية بشكل دائم، بينما تمر السيكلينات بدورة ثابتة من التحلل والتركيب. على الرغم من أن الكينازات المعتمدة على السيكلين موجودة دائمًا في الخلية، فإن حالتها الطبيعية تكون على شكل غير نشط، وهنا يأتي دور السيكلينات. في الخلية الطبيعية، تُنتج كل مرحلة من مراحل دورة الخلية أنواعًا فريدة من السيكلينات التي ترتبط بكينازات تعتمد على السيكلين محددة وذلك في كل نقطة تفتيش. بمجرد ارتباطها، يُنشط المركب ويصبح الكيناز المعتمد على السيكلين قادرًا على المضي قدمًا في الفسفرة.
تُنظم نقاط التفتيش التي تراقب تلف الدنا بطريقة مختلفة قليلًا. وتنطوي على استخدام السيكلينات والكينازات المعتمدة على السيكلين، لكنها تعتمد أيضًا على استخدام عامل نسخ يسمى بّي53، وهو جزء مهم في تنظيم دورة الخلية. في الخلية التي تمر فيها الأحداث الخلوية بشكل طبيعي، سوف يتحلل بّي53 دون أن يؤدي أي وظيفة أساسًا. لكن، إذا كان هناك أي تلف، فإن بّي53 يبقى من أجل الارتباط بالدنا التالف. في هذه الحالة، ستتوقف دورة الخلية لفترة تكفي لإصلاح التلف، أو تخضع الخلية لموت الخلية المبرمج إذا كان التلف شديدًا.